# Multiplikativ talteori
Multiplikativ talteori är en delgren av analytisk talteori som behandlar primtal, faktorisering och delare. Fokuset ligger vanligen i att härleda approximativa formler för att räkna dessa objekt. Primtalssatsen är ett centralt resultat inom multiplikativ talteori.

## Områden inom multiplikativ talteori
Multiplikativ talteori handlar i stort sett om att härleda asymptotiska formler för aritmetiska funktioner. Historiskt har detta dominerats av primtalssatsen, i första hand att bevisa den och sedan i att förbättra feltermen. Dirichlets delarproblem som undersöker tillväxten av delarantalets d(n) summafunktion och Gauss cirkelproblem är andra exempel på klassiska problem där man fortfarande forskar i att förbättra feltermen.
Fördelningen av primtal i restklasser modulo ett heltal är ett aktivt forskningsområde. Dirichlets sats om aritmetiska följder säger att det finns oändligt många primtal i varje relativt prima restklass, och primtalssatsen för aritmetiska följder berättar närmare om denna tillväxt. Bombieri–Vinogradovs sats ger en närmare bild av hur jämnt primtalen fördelas i restklasser. Det finns även mycket intresse i det minsta primtalet i en aritmetiska följd; Linniks sats ger en uppskattning för detta primtal.
Primtalstvillingsförmodan, som säger att det finns oändligt många primtal p så att också p + 2 är ett primtal, är också ett aktivt forskningsområde. Chens sats säger att det finns oändligt många primtal p sådana att p + 2 är antingen ett primtal eller produkten av två primtal.

## Metoder
Multiplikativ talteori använder i stort sett samma metoder som analytisk talteori, men elementära metoder, speciellt sållmetoder, är även viktiga.
Primtalens fördelning är nära relaterat till Riemanns zetafunktion och Riemannhypotesen, och dessa områden studeras både från ett talteoretiskt perspektiv och från ett analytiskt perspektiv.